# 장수 타루비
타루비(墮淚碑)는 대한민국 전북특별자치도 장수군 천천면, 장척 마을의 산 기슭 도로가에 자리하고 있는 비석이다. 1993년 8월 31일 전라북도의 기념물 제83호로 지정되었다.

## 개요
장척 마을의 산 기슭 도로가에 자리하고 있는 비로, 현감을 따라 순절한 통인(通引:관아에 딸려 잔심부름을 하던 벼슬아치)의 충절을 기리고 있다.
조선시대 숙종 4년(1678) 당시 장수현감을 지내던 조종면은 민정시찰을 나섰다가 이곳 산비탈길을 지나게 되었다. 요란한 말발굽 소리에 놀라 숲 속에 있던 꿩이 소리치며 날아오르고, 이로 인해 현감의 말이 덩달아 놀라 한쪽 발을 잘못 디디게 되어 결국 벼랑 밑으로 떨어져 말과 함께 현감도 목숨을 잃고 말았다. 현감을 뒤따르던 통인이 이 광경을 보고는 자신의 잘못으로 현감이 죽게 되었다고 통곡하며 손가락을 깨물어 벼랑 위에 꿩과 말의 그림을 그리고 ‘타루(墮淚:눈물을 흘리다)’라는 두 글자를 쓴 후 스스로 몸을 던져 순절하였다. 그 후 오랜 시간이 지난 후에 장수현감으로 부임해온 최수형이 이 사연을 전해듣고, 주인을 따라 죽은 그 충성스런 의리를 널리 알리고자 비를 세워 '타루비'라 이름짓고 제사를 지내도록 하였다.
비각 안에 모셔둔 이 비는 받침돌 위로 비몸을 세운 간결한 구조이며, 비몸의 윗변 양 모서리를 비스듬히 잘라 다듬었다. 순조 2년(1802)에 세운 비로, 받침부분이 부러져 다시 보수하였으나 역시 볼품이 없어 1881년에 지방민들의 뜻을 모아 ‘장수 순의리비’를 다시 세워 옆에 함께 모셔두었다.
성이 백씨라고만 전하는 이 통인은 논개, 정경손과 함께 장수지역의 3절(三節:절개를 지킨 3인)로 추대되고 있다. 비각 옆 바위 윗면에는 같은 날 생을 마친 조종면 현감을 기리는 ‘불망비(不忘碑)’라는 글귀가 남아 있어 더욱 깊은 감회를 가져다 준다.

## 참고 자료
- 타루비 - 국가유산청 국가유산포털